# 정기욱
정기욱(Michael Kiook Jeoung)은 분산원장과 인공지능을 기반으로 금융 핀테크 서비스를 제공하는 스타트업인 트러스트버스(TrustVerse)의 설립자 겸 대표이다.

## 개요
정기욱은 스타트업 기업인 트러스트버스(TrustVerse)의 설립자 겸 대표이사이다. 그는 시스코시스템즈(Cisco Systems) 글로벌 통신사부문 임원, (2010) OECD 국제기구 출신이며 센티멘탈 및 디지털 자산 인덱스 사업과 관련해서 코인텔레그래프코리아의 공동창업자를 겸직하고 있다. 정기욱 대표는 정보통신기술(ICT) 전략 컨설턴트와 시스코시스템즈 임원을 역임한 경력이 있다. 트러스트버스는 고도화된 금융 AI와 블록체인을 기반으로, 자산 운용은 물론 증여와 상속, 사후 서비스까지 아우른다.

## 주요 활동

### 트러스트버스
트러스트버스(TrustVerse)는 인공지능(AI) 및 블록체인 기반 금융 플랫폼 서비스 업체이다. 2018년 설립 후 본격적으로 금융 AI와 블록체인을 기반으로 디지털금융 핀테크 솔루션을 다각도로 제공하고 있다. 주요 서비스로는 세계 최초 디지털자산과 관련된 프라이빗 키 복구 및 복원 서비스를 주요 금융 및 글로벌 기업들과 협업하고 있으며, 디지털 자산 분석 서비스, 전자지갑, 증여 및 상속 서비스, 블록체인 기반 미술 및 컬렉션 경매 서비스 및 디지털음원저작권 자산화 서비스 등을 갖추고 있다.

#### 세계적인 블록체인 경연 "Futurama Blockchain Summit" 대상 수상
블록체인 기반 인공지능(AI) 자산관리 플랫폼인 트러스트버스가 스페인 이비자에서 열린 퓨처라마 블록체인 이노베이터즈 서밋(Futurama Blockchain Innovators Summit)의 '글로벌 톱10 ICO' 프로젝트에서 대상을 수상했다. 행사를 주최한 퓨처라마 재단은 글로벌 블록체인 전문가들이 모여 만든 재단이다. 이들은 하루에도 수백 개씩 쏟아지는 ICO 프로젝트 속에서 정확한 블록체인 기술 모형과 혁신 기술을 이용한 서비스 개발에 집중하고 있는 프로젝트 한 곳에 투자하고자 다양한 혜택을 걸고 공모를 진행했다. '프로젝트 특징'을 비롯해 '운영의 투명성', '암호화 복원성 및 토큰 사용에 대한 이론적 근거', '프로토타입' 등을 기준으로 서류를 통과한 8개 팀이 스페인에 초대됐다. 프로젝트 소개 발표와 심사위원들과의 토론 과정을 거쳐 대상을 받은 트러스트버스는 세계 최초로 6개 대형 거래소에 일괄 리스팅 되며 크립토 전문 기관의 투자와 상금을 받았다.

#### 모바일 월드 콩그레스(MWC) 2019 부스 참가
지난 2019년 스페인 바르셀로나에서 개최된 모바일월드콩그레스(MWC)2019 전시회에서 블록체인 기반 애플리케이션(디앱, dApp) 및 디지털 페이 월렛(Pay Wallet) 안드로이드앱을 선보였다. 트러스트버스는 마이크로소프트 애저 클라우드 플랫폼 및 애플리케이션 가상화 기술 쿠버네티스를 이용해 암호화폐 디지털 증여, 상속, 승계가 가능한 서비스 프로토타입을 공개한 바 있다. 트러스트버스가 선보인 서비스는 교환형 스마트컨트랙트(Smart Contract), 가족간 합의원장(Multi-sig Consensus Mechanism), 디지털 유언장(Digital Will), 디지털 자산의 소유권 보장, 스케줄링 등의 기능을 제공한다. 프라이빗키를 분실했을 때도 유용한 서비스가 될 수 있고, 향후 응용할 만한 분야도 많다는 것이 회사측 설명이다. 디지털 페이 월렛 서비스인 MarS는 삼성 블록체인 Dapp 리스트에서 확인할 수 있으며, 삼성 갤럭시스토어 및 구글플레이(Google Play) 스토어에서도 다운로드가 가능하다.
트러스트버스는 2020년에도 MWC 부스 참가가 예정이었으나, 코로나19로 인해 행사가 취소되었다.

#### 갤럭시S10 블록체인 지갑
삼성 갤럭시 S10 블록체인 지갑에 트러스트버스의 디지털 자산 분석 솔루션인 주피터와 암호화폐 지갑인 마스가 탑재되었다. 지금까지 갤럭시S10 블록체인 지갑에서 트러스트버스는 유일하게 디지털 자산 핀테크 기업이 되었다.

#### 코리아 블록체인 위크 2019
코리아 블록체인 위크 2019(Korea Blockchain Week 2019)는 2019년 9월 30일(월)부터 10월 1일(화)까지 서울시 강남구 파르나스호텔에서 팩트블록(Factblock)이 주최한 블록체인 행사이다. 이 행사에서는 ‘The Real and The Virtual’을 주제로 블록체인 선구자들이 모여 블록체인 산업과 기술에 대한 인사이트를 공유했다. 코리아 블록체인 위크 2019의 메인 이벤트인 디파인(D.FINE)은 중앙일보, 한겨레신문, 서울경제, 파이낸셜뉴스, 블록미디어 등 메이저 5개 미디어 그룹과 팩트블록, 해시드가 함께 연합으로 주관하는 대한민국 최초의 블록체인 콘퍼런스이다. 해당 콘퍼런스는 기술과 서비스, 정책 분야 세계 최고의 전문가들이 참여해 블록체인의 현주소와 미래상을 조망하는 정보교류의 장이자, 블록체인 산업계 모두가 참가하는 아시아 최대의 축제이다. 디파인은 UN 산하기관인 유엔교육과학문화기구(UNESCO), EU 블록체인 포럼기구, 그리고 경제협력개발기구(OECD) 및 세계 최고 블록체인 도시를 구축 중인 서울시와 부산시가 후원한다.

## 언론 보도
- 박현욱 기자, 〈정기욱 트러스트버스 대표 "사기성 ICO 막으려면 규제 샌드박스 필요"〉, 《서울경제》, 2018-06-10
- 김미희 기자, 〈정기욱 트러스트버스 대표 "새해 블록체인 기술 적용한 상속·증여 서비스 제공"〉, 《파이낸셜뉴스》, 2018-12-30
- 박현욱 기자, 〈트러스트버스, MWC서 블록체인 기반 디지털자산 관리 서비스 공개〉, 《더비체인》, 2019-02-25
- 김진배 기자, 〈트러스트버스 디앱으로 갤럭시S10에서 암호화폐 시세 예측받자〉, 《블록미디어》, 2019-07-19
- 정유림 기자, 〈트러스트버스, 암호화폐 복구 솔루션 '노바' 공개〉, 《더비체인》, 2019-10-30
- 송혜영 기자, 〈정기욱 트러스트버스 대표 "디지털신분증 잃어버리면 '노바'로 찾아요"〉, 《이티뉴스》, 2019-11-28
- 검은구월단 기자, 〈‘휴대폰 분실해도 암호화폐 원상 복구 가능’… 트러스트버스, 삼성개발자콘퍼런스에서 솔루션 공개〉, 《블록미디어》, 2020-01-30